# El segundo es felino
El segundo es felino es el segundo álbum de estudio de la banda mexicana Enjambre, fue escrito en su mayoría por el vocalista Luis Humberto Navejas. Se compone de dieciséis canciones originales, del cual se extrajeron sencillos como «Manía cardíaca» publicado el 10 de diciembre de 2007. Fue distribuido por Universal Music México. 
Salió a la venta el 4 de mayo de 2008 en formato físico y digital en México.El disco fue premiado en los Indie-O Music Awards de 2010 al mejor productor del año con Julián Navejas.

## Antecedentes
En 2007, la banda presentó una nueva alineación con Ángel Sánchez en la batería, Javier Mejía en la guitarra y Julián Navejas, en los teclados.El segundo es felino los lanzó a la fama. En él colaboró Denise Gutiérrez, miembro de Hello Seahorse!. Gracias al éxito que estaban teniendo, los integrantes decidieron mudarse a la Ciudad de México. El álbum incluyó destacados sencillos como «Manía cardiaca», «Ausencia de cocina», «Último tema» e «Impacto». Estas canciones contribuyeron al éxito del álbum y de la banda, lo que les permitió participar por primera vez en el Vive Latino de 2009.

## Recepción
En el sitio web Rate Your Music recibió una puntuación de 3.5 sobre 5 estrellas.

## Lista de canciones
| Lista de canciones |                           |                       |          |  |
| N.º                | Título                    | Escritor(es)          | Duración |  |
| 1.                 | «Untitled»                | Luis Humberto Navejas | 0:51     |  |
| 2.                 | «Segundo tema»            | Luis Humberto Navejas | 3:24     |  |
| 3.                 | «Manía cardíaca»          | Luis Humberto Navejas | 4:08     |  |
| 4.                 | «Fe, línea recta»         | Luis Humberto Navejas | 3:37     |  |
| 5.                 | «Ausencia de cocina»      | Luis Humberto Navejas | 3:15     |  |
| 6.                 | «Néctar»                  | Luis Humberto Navejas | 3:04     |  |
| 7.                 | «Impaciente»              | Luis Humberto Navejas | 3:42     |  |
| 8.                 | «Las 12am y su mascota»   | Luis Humberto Navejas | 4:02     |  |
| 9.                 | «Suspira»                 | Luis Humberto Navejas | 2:56     |  |
| 10.                | «Impacto»                 | Luis Humberto Navejas | 3:56     |  |
| 11.                | «De nadie»                | Luis Humberto Navejas | 4:58     |  |
| 12.                | «Reddish Sky»             | Luis Humberto Navejas | 3:49     |  |
| 13.                | «Madame Siamés»           | Luis Humberto Navejas | 3:34     |  |
| 14.                | «Espalda de bronce»       | Luis Humberto Navejas | 3:30     |  |
| 15.                | «Último tema»             | Luis Humberto Navejas | 4:10     |  |
| 16.                | «Impacto (con Lo Blondo)» | Luis Humberto Navejas | 3:56     |  |
| 57:00              |                           |                       |          |  |

## Premios
| Año  | Entrega      | Categoría         | Nominación           | Resultado | Ref.  |
| ---- | ------------ | ----------------- | -------------------- | --------- | ----- |
| 2010 | Premios IMAs | Productor del año | El segundo es felino | Ganador   | [ 8 ] |

## Historial de lanzamiento
| País   | Fecha             | Formato(s)            | Sello                  | Ref.  |
| ------ | ----------------- | --------------------- | ---------------------- | ----- |
| México | 4 de mayo de 2008 | CD + Descarga digital | Universal Music México | [ 9 ] |